# メンデルスゾーンの作品一覧
メンデルスゾーンの作品一覧（メンデルスゾーンのさくひんいちらん）では、フェリックス・メンデルスゾーンの音楽作品の一覧を示す。
作品番号は「Op.」以外にも、2009年にラルフ・ヴェーナーによる学術的作品目録が出版され、作品主題目録番号「MWV」が定義された。実際の総数は900曲以上と伝えられる
。また、作品73以降はメンデルスゾーンの死後に出版された作品である。

## オペラ
- 兵士の恋 Soldatenliebschaft MWV L 1（1820年）
- 二人の教育者 Die beiden Pädagogen MWV L 2（1821年）（ジングシュピール）
- さすらう喜劇役者たち Die wandernden Komödianten MWV L 3（1822年）（台本消失）
- ボストンから来たおじさん、または二人の甥 Der Onkel aus Boston, oder Die beiden Neffen MWV L 4（1823年、台本消失）
- カマチョの結婚 Die Hochzeit des Camacho 作品10, MWV L 5（1825年）
- 異国よりの帰郷 Die Heimkehr aus der Fremde 作品89, MWV L 6（1829年）
- ローレライ Loreley 作品98, MWV L 7（1847年、未完）

## 劇付随音楽
- 頑固な王子 Der standhafte Prinz MWV M 7（1833年）
- アンティゴネ Antigone 作品55, MWV M 12（1841年）
- 夏の夜の夢 Ein Sommernachtstraum 作品61, MWV M 13（1842年、作品21の序曲のみ先に作曲された）
結婚式の際の音楽としてよく使われる有名な「結婚行進曲」はこの中の1曲である。
- アタリー   Athalie 作品74, MWV M 16（1845年）
- コロノスのオイディプス  Oedipus in Kolonos 作品93, MWV M 14（1845年）

## 管弦楽曲

### 弦楽のための交響曲
- 弦楽のための交響曲第1番 ハ長調 MWV N 1（1821年）
- 弦楽のための交響曲第2番 ニ長調 MWV N 2（1821年）
- 弦楽のための交響曲第3番 ホ短調 MWV N 3（1821年）
- 弦楽のための交響曲第4番 ハ短調 MWV N 4 （1821年）
- 弦楽のための交響曲第5番 変ロ長調 MWV N 5（1821年）
- 弦楽のための交響曲第6番 変ホ長調 MWV N 6（1821年）
- 弦楽のための交響曲第7番 ニ短調 MWV N 7（1822年）
- 弦楽のための交響曲第8番 ニ長調 MWV N 8（1822年、同年に管弦楽用に編曲）
- 弦楽のための交響曲第9番 ハ長調 MWV N 9『スイス』（1823年）
- 弦楽のための交響曲第10番 ロ短調 MWV N 10（1823年、1楽章のみ）
- 弦楽のための交響曲第11番 ヘ短調 MWV N 11（1823年）
- 弦楽のための交響曲第12番 ト短調 MWV N 12（1823年）
- 交響的断章（弦楽のための交響曲第13番）ハ短調 MWV N 14（1823年、1楽章のみ。自筆譜には番号無し)

### 交響曲
- 交響曲第1番 ハ短調 作品11, MWV N 13 （1824年、自筆譜には『交響曲第13番』と表記）
- 交響曲第5番 ニ長調/ニ短調『宗教改革』 作品107, MWV N 15（1830年）
- 交響曲第4番 イ長調『イタリア』 作品90, MWV N 16（1833年）
- 交響曲 変ロ長調 MWV N 17（1839年、未完）
- 讃歌（交響曲第2番 変ロ長調） 作品52, MWV A 18（1840年）
第2番は第2部がカンタータ楽章となっているため、メンデルスゾーンの作品主題目録番号（MWV番号）では交響曲のカテゴリ（N）ではなく、声楽曲の中でも大規模な宗教音楽のカテゴリ（A）に分類されている。
- 交響曲第3番 イ短調『スコットランド』 作品56, MWV N 18（1842年）
- 交響曲 ハ長調 MWV N 19（1845年、断章）

### 協奏曲
- ピアノ協奏曲（第0番）イ短調 MWV O 2（1822年、ピアノと弦楽のための）
- ピアノ協奏曲第1番 ト短調 作品25, MWV O 7（1831年）
- ピアノ協奏曲第2番 ニ短調 作品40, MWV O 11（1837年）
- ピアノ協奏曲第3番 ホ短調 MWV O 13（1842年、2楽章までのスケッチ。オーケストレーションは第1楽章冒頭のみ）
- ヴァイオリン協奏曲（第1番）ニ短調 MWV O 3（1822年、ヴァイオリンと弦楽のための）
1951年にヴァイオリニストのユーディ・メニューインがロンドンのメンデルスゾーン宅で発見。
- ヴァイオリン協奏曲（第2番）ホ短調 作品64, MWV O 14（1844年）
いわゆる「3大協奏曲」の1つ。
- レチタティーヴォ（ラルゴとアレグロ）ト短調 MWV O 1（1820年、ピアノと弦楽のための）
- 華麗なカプリッチョ ロ短調 作品22, MWV O 8（1826年、ピアノと管弦楽のための）
- 華麗なロンド 変ホ長調 作品29, MWV O 10（1834年）（ピアノと管弦楽のための）
- セレナードとアレグロ・ジョコーソ ロ短調 作品43, MWV O 12（1838年）（ピアノと管弦楽のための）
1981年にメンデルスゾーン研究家のR・ラリー・トッド博士が再構成。また、2006年にはマルチェロ・ブファリーニが再構成。
- ヴァイオリンとピアノのための二重協奏曲 ニ短調 MWV O 4（1823年、ヴァイオリン、ピアノと弦楽のための）
管楽器とティンパニは随意。
- 2台のピアノのための協奏曲（第1番）ホ長調 MWV O 5（1823年）
- 2台のピアノのための協奏曲（第2番）変イ長調 MWV O 6（1824年）
- コンツェルトシュテュック第1番 ヘ短調 作品113, MWV Q 23（1832年、クラリネットとバセットホルンのための）
- コンツェルトシュテュック第2番 ニ短調 作品114, MWV Q 24（1833年、クラリネットとバセットホルンのための）
- 協奏的二重奏曲（ウェーバーの『プレチオーザ』の行進曲による幻想曲と変奏曲）ハ短調 WoO 25, MWV O 9（1833年?、2台のピアノと管弦楽のための）
イグナーツ・モシェレスと共作。

### 演奏会用序曲
- 夏の夜の夢 Ein Sommernachtstraum ホ長調 作品21, MWV P 3（1826年）
- トランペット序曲 Trompetenouvertüre ハ長調 作品101, MWV P 2（1826年、改訂1833年）
- 静かな海と楽しい航海 Meeresstille und glückliche Fahrt ニ長調 作品27, MWV P 5（1828年、改訂1832年）
- フィンガルの洞窟（ヘブリディーズ諸島） Die Fingals-höhle (Die Hebriden) ロ短調 作品26, MWV P 7（1830年、改訂1832年）
- 美しいメルジーネの物語 Märchen von der schönen Melusine ヘ長調 作品32, MWV P 12（1833年、改訂1835年）
- リュイ・ブラース Ruy Blas ハ短調 作品95, MWV P 15（1839年）

### 吹奏楽曲
- 吹奏楽のための序曲 ハ長調 作品24, MWV P 1（1824年）
- 葬送行進曲 イ短調 作品103, MWV P 14（1836年）（ノルベルト・ブルグミュラーのために作曲）

### その他
- 行進曲 ニ長調 作品108, MWV P 16（1841年）

## ピアノ作品

### 独奏曲
- ピアノソナタ第1番 ホ長調 作品6, MWV U 54（1826年）
- ピアノソナタ第2番 ト短調 作品105, MWV U 30（1821年）
- ピアノソナタ第3番 変ロ長調 作品106, MWV U 64（1827年）
- ピアノソナタ イ短調 MWV U 8（1820年）
- ピアノソナタ ホ短調 MWV U 19（1820年）
- ピアノソナタ ヘ長調 MWV U 21（1820年、未完）
- ピアノソナタ ヘ短調 MWV U 23（1820年）
- ピアノソナタ 変ロ長調 MWV U 42（1823年）
- 無言歌集 （全8巻、全48曲、記事中で全曲掲載）
  - 第1巻 作品19b, MWV U 86, 80, 89, 73, 90, 78
  - 第2巻 作品30, MWV U 103, 77, 104, 98, 97, 110
  - 第3巻 作品38, MWV U 121, 115, 107, 120, 137, 119
  - 第4巻 作品53, MWV U 143, 109, 144, 114, 153, 154
  - 第5巻 作品62, MWV U 185, 181, 177, 175, 151, 161
  - 第6巻 作品67, MWV U 180, 145, 102, 182, 184, 188
  - 第7巻 作品85, MWV U 150, 101, 111, 192, 191, 155
  - 第8巻 作品102, MWV U 162, 190, 195, 152, 194, 172
- アレグロ ハ長調 MWV U 1（1820年）
- ピアノのための小品 ト短調 MWV U 2（1820年）
- アンダンテ ヘ長調 MWV U 6（1820年）
- ラルゴ ニ短調 MWV U 9（1820年）
- レチタティーヴォ（ラルゴ）ニ短調 MWV U 9（1820年）
- ピアノのための小品 ヘ短調 MWV U 10（1820年）
- ラルゴとアレグロ ハ短調 MWV U 13（1820年）
- アンダンテ ハ長調 MWV U 14（1820年、未完）
- プレスト ハ短調 MWV U 17（1820年）
- ピアノのための小品 ホ短調 MWV U 18（1820年）
- 練習曲 ニ短調 MWV U 26（1821年）
- 練習曲 イ短調 MWV U 27（1821年）
- アレグロ イ短調 MWV U 28（1821年）
- 練習曲 ハ長調 MWV U 29（1821年）
- ラルゴとアレグロ・モルト ハ短調/ハ長調 MWV U 31（1822年）
- フーガ ニ短調 MWV U 32（1821年）
- フーガ イ短調 MWV U 33（1821年）
- フーガ ニ短調 MWV U 36（1821年）
- フーガ ロ短調 MWV U 37（1821年）
- 幻想曲（アダージョ＝アレグロ）ハ短調/ニ長調 MWV U 41（1823年?）
- ロンド・カプリチオーソ ホ長調 作品14, MWV U 67（1824年）
- カプリッチョ（スケルツォ）嬰ヘ短調 作品5, MWV U 50（1825年）
- フーガ 嬰ハ短調 MWV U 51（1826年）
- 7つの性格的小品 作品7（1827年）
  - 第1曲 ホ短調「やさしく感情をこめて Sanft und mit Empfindung」アンダンテ MWV U 56
  - 第2曲 ロ短調「激しい動きで Mit heftiger Bewegung」アレグロ・ヴィヴァーチェ MWV U 44
  - 第3曲 ニ長調「力強く燃えるように Kräftig und feurig」アレグロ・ヴィヴァーチェ MWV U 59
  - 第4曲 イ長調「速く軽快に Schnell und beweglich」コン・モート MWV U 55
  - 第5曲 イ長調「真面目に、次第に生気を加え Ernst und mit steigender lebhaftigkeit」フーガ MWV U 60
  - 第6曲 ホ短調「憧れに満ちて Sehnsüchtig」アンダンテ MWV U 61
  - 第7曲 ホ長調「軽やかに Leicht und luftig」プレスト MWV U 62
- 前奏曲とフーガ ホ短調 WoO 13
  - 前奏曲 MWV U 157（1841年）
  - フーガ MWV U 65（1827年）
- 『夏の名残のばら』による幻想曲 ホ長調 作品15, MWV U 74（1827年）
- スケルツォ ロ短調 WoO 2, MWV U 69（1829年）
- 3つの幻想曲あるいはカプリース 作品16（1829年）
  - 第1曲 イ短調/イ長調 MWV U 70
  - 第2曲 ホ短調「スケルツォ」MWV U 71
  - 第3曲 ホ長調 MWV U 72
- アンダンテ イ長調 MWV U 76（1830年）
- 幻想曲 嬰ヘ短調『スコットランド風ソナタ』作品28, MWV U 92（1833年）
- 3つのカプリッチョ 作品33 （1836年）
  - 第1曲 イ短調 アダージョ・クアジ・ファンタジア - プレスト・アジタート MWV U 99
  - 第2曲 ホ長調 アレグロ・グラツィオーソ MWV U 112
  - 第3曲 変ロ短調 アダージョ - プレスト・コン・フォーコ MWV U 95
- スケルツォ・ア・カプリッチョ 嬰ヘ短調 WoO 3, MWV U 113（1836年?）
- 練習曲 ヘ短調 WoO 1, MWV U 125（1836年）
- 3つの前奏曲 作品104a（1836年）
  - 第1番 変ロ長調 アレグロ・モルト・エ・ヴィヴァーチェ MWV U 132
  - 第2番 ロ短調 アレグロ・アジタート MWV U 123
  - 第3番 ニ長調 アレグロ・ヴィヴァーチェ MWV U 127
- 6つの前奏曲とフーガ 作品35（1837年出版）
  - 第1番 ホ短調（前奏曲 MWV U 116 / フーガ MWV U 66）
  - 第2番 ニ長調（前奏曲 MWV U 129 / フーガ MWV U 105）
  - 第3番 ロ短調（前奏曲 MWV U 131 / フーガ MWV U 91）
  - 第4番 変イ長調（前奏曲 MWV U 122 / フーガ MWV U 108）
  - 第5番 ヘ短調（前奏曲 MWV U 126 / フーガ MWV U 106）
  - 第6番 変ロ長調（前奏曲 MWV U 135 / フーガ MWV U 128）
- アルバムの綴り ホ短調 作品117, MWV U 134（1837年）
- 舟歌 イ長調 WoO 10, MWV U 136（1837年）
- 3つの練習曲 作品104b
  - 第1番 変ロ短調 プレスト・センプレ MWV U 117（1836年）
  - 第2番 ヘ長調 アレグロ・コン・モート MWV U 100（1834年）
  - 第3番 イ短調 アレグロ・ヴィヴァーチェ MWV U 142（1838年）
- カプリッチョ ホ長調/ホ短調 作品118, MWV U 139（1837年）
- アンダンテ・カンタービレとプレスト・アジタート ロ長調/ロ短調 WoO 6, MWV U 141（1838年）
- 厳格な変奏曲 ニ短調 作品54, MWV U 156（1841年）
- 子供のための6つの小品（クリスマス小品集）作品72（1847年出版）
  - 第1曲 ト長調 アレグロ・ノン・トロッポ MWV U 171（1842年）
  - 第2曲 変ホ長調 アンダンテ・ソステヌート MWV U 170
  - 第3曲 ト長調 アレグレット MWV U 164（1842年）
  - 第4曲 ニ長調 アンダンテ・コン・モート MWV U 169
  - 第5曲 ト短調 アレグロ・アッサイ MWV U 166
  - 第6曲 ヘ長調 ヴィヴァーチェ MWV U 168
- 変奏曲 変ホ長調 作品82, MWV U 158（1841年）
- 変奏曲 変ロ長調 作品83, MWV U 159（1841年）
- カノン 嬰ヘ短調 MWV U 163（1842年）
- 無言歌 ニ長調 MWV U 178 （1843年）
- 2つの小品 WoO 19（1860年出版）
  - 第1曲 変ロ長調 アンダンテ・カンタービレ MWV U 93
  - 第2曲 ト短調 プレスト・アジタート MWV U 94
- 常動曲 (スケルツォ) ハ長調 作品119, MWV U 58（1873年刊）
- 無言歌 ニ短調『騎士の歌』MWV U 187

### 2台のピアノのための作品
- 協奏的二重奏曲（ウェーバーの『プレチオーザ』の行進曲による幻想曲と変奏曲）ハ短調 WoO 25, MWV O 9（1833年?、イグナーツ・モシェレスと共作。管弦楽を追加した版もあり）
- 2台のピアノのためのソナタ ニ長調 MWV S 1（1819年、偽作説あり）
- 2台のピアノのためのソナタ ト短調 MWV S 2（1820年、第1楽章のみ）

### ピアノ連弾曲
- 幻想曲 ニ短調 MWV T 1（1824年）
- アンダンテと変奏曲（オスティナート主題による変奏曲）変ロ長調 作品83a, MWV T 2（1841年、作品83より編曲）
- アンダンテ ト短調 MWV T 3（未完）
- 華麗なアレグロ イ長調 作品92, MWV T 4（1841年）

## オルガン曲
- コラール変奏曲『全能の神のみ業は大いなるかな Wie gross ist des Allmächt'gen Güte』MWV W 8（1823年）
- アンダンテ ニ長調 MWV W 6（1823年）
- オスティナート ハ短調 MWV W 7（1823年）
- 3つの前奏曲とフーガ 作品37（1837年）
  - 第1番 ハ短調（前奏曲 MWV W 21 / フーガ MWV W 18）
  - 第2番 ト長調（前奏曲 MWV W 22 / フーガ MWV W 20）
  - 第3番 ニ短調（前奏曲 MWV W 23 / フーガ MWV W 13）
- フーガ ホ短調 MWV W 24（1839年）
- フーガ ハ長調 MWV W 25（1839年、作品65-2の第4楽章の原曲）
- フーガ（アンダンテ・ソステヌート）ヘ短調 MWV W 26（1839年）
- 前奏曲 ハ短調 MWV W 28（1841年）
- アンダンテ ヘ長調 MWV W 30（1844年）
- アレグレット ニ短調 MWV W 31（1844年）
- アンダンテ（アンダンテと変奏曲）ニ長調 MWV W 32（1844年）
- アレグロ（前奏曲、コラールとフーガ）ニ短調 MWV W 33（1844年）
- 6つのオルガンソナタ 作品65（1845年）
  - 第1番 ヘ短調 MWV W 56
  - 第2番 ハ短調 MWV W 57
  - 第3番 イ長調 MWV W 58
  - 第4番 変ロ長調 MWV W 59
  - 第5番 ニ長調 MWV W 60
  - 第6番 ニ短調 MWV W 61

## 室内楽曲

### ピアノ付き
- ヴァイオリンソナタ（第1番）ヘ長調 MWV Q 7（1820年）
- ヴァイオリンソナタ（第2番）ヘ短調 作品4, MWV Q 12（1825年）
- ヴァイオリンソナタ（第3番）ヘ長調 MWV Q 26（1838年）
- ヴィオラソナタ ハ短調 MWV Q 14 (1823年)
- チェロとピアノのための協奏的変奏曲 ニ長調 作品17, MWV Q 19（1829年）
- チェロソナタ第1番 変ロ長調 作品45, MWV Q 27（1838年）
- チェロソナタ第2番 ニ長調 作品58, MWV Q 32（1843年）
- チェロとピアノのための無言歌 ニ長調 作品109, MWV Q 34
- クラリネットソナタ 変ホ長調 MWV Q 15（1824年）
- 夕べの鐘 The evening bell MWV Q 20 (1829年、ハープ1、ピアノ1）
- コンツェルトシュテュック第1番 ヘ短調 作品113, MWV Q 23（1832年、クラリネットとバセットホルンとピアノのための）
- コンツェルトシュテュック第2番 ニ短調 作品114, MWV Q 24（1833年、クラリネットとバセットホルンとピアノのための）
- ピアノ三重奏曲 ハ短調 MWV Q 3 (1820年)
- ピアノ三重奏曲第1番 ニ短調 作品49, MWV Q 29（1839年）
- ピアノ三重奏曲第2番 ハ短調 作品66, MWV Q 33（1845年頃）
- ピアノ四重奏曲（第0番）ニ短調 MWV Q 10 (1821年)
- ピアノ四重奏曲第1番 ハ短調 作品1, MWV Q 11（1822年）
- ピアノ四重奏曲第2番 ヘ短調 作品2, MWV Q 13（1823年）
- ピアノ四重奏曲第3番 ロ短調 作品3, MWV Q 17（1825年）
- ピアノ六重奏曲 ニ長調 作品110, MWV Q 16（1824年）（ヴァイオリン1、ヴィオラ2、チェロ1、コントラバス1、ピアノ1）

### ピアノ無し
- 弦楽四重奏曲（第0番）変ホ長調 MWV R 18 (1823年)
- 弦楽四重奏曲 第1番 変ホ長調 作品12, MWV R 25（1829年）
- 弦楽四重奏曲 第2番 イ短調 作品13, MWV R 22（1827年）
- 弦楽四重奏曲 第3番 ニ長調 作品44-1, MWV R 30（1838年）
- 弦楽四重奏曲 第4番 ホ短調 作品44-2, MWV R 26（1837年）
- 弦楽四重奏曲 第5番 変ホ長調 作品44-3, MWV R 28（1838年）
- 弦楽四重奏曲 第6番 ヘ短調 作品80, MWV R 37（1847年）
- 弦楽四重奏のための4つの小品 作品81
  - 第1曲 ホ長調「主題と変奏」アンダンテ・ソステヌート MWV R 34（1847年）
  - 第2曲 イ短調「スケルツォ」アレグロ・レッジェーロ MWV R 35（1847年）
  - 第3曲 ホ短調「カプリッチョ」アンダンテ・コン・モート MWV R 32（1843年）
  - 第4曲 変ホ長調「フーガ」ア・テンポ・オルディナーリオ MWV R 23（1827年）
- 弦楽四重奏のための12のフーガ（1821年）
  - フーガ ニ短調 MWV R 1
  - フーガ ハ長調 MWV R 2
  - フーガ ニ短調 MWV R 3
  - フーガ ニ短調 MWV R 4
  - フーガ ハ短調 MWV R 5
  - フーガ ニ短調 MWV R 6
  - フーガ ハ短調 MWV R 7
  - フーガ 変ホ長調 MWV R 8『われ心よりこがれ望む Herzlich tut mich verlangen』
  - フーガ ト短調 MWV R 11『心からお慕いするイエスよ Herzliebster Jesu, was hast du verbrochen』
  - フーガ ヘ長調 MWV R 12『輝く暁の明星のいと美わしきかな Wie schön leuchtet der Morgenstern』
  - フーガ イ長調 MWV R 14『ああ神よそして主よ Ach Gott und Herr』
  - フーガ ハ長調 MWV R 17『すべてのものは神の御恵みにより Alles ist an Gottes Segen』
- 弦楽五重奏曲第1番 イ長調 作品18, MWV R 21（1826年）
- 弦楽五重奏曲第2番 変ロ長調 作品87, MWV R 33（1845年）
- 弦楽八重奏曲 変ホ長調 作品20, MWV R 20（1825年）

## 声楽曲・宗教音楽

### 宗教音楽
- 詩編第42番『鹿が谷の水を慕うように』作品42, MWV A 15
- 詩篇第43番『神よ、私を審き』作品78-2, MWV B 46
- 詩篇第22番『神よ、何故私を捨てたのですか？』作品78-3, MWV B 51
- 3つの教会音楽 作品23
  - 第1曲「深き困窮より、われ汝に呼ばわる Aus tiefer Noth schrei'ich zu dir」MWV B 20
  - 第2曲「アヴェ・マリア Ave Maria」MWV B 19
  - 第3曲「われら人生の半ばにありて Mitten wir im Leben sind」MWV B 21
- 3つのモテット 作品69, MWV B 58-60
  - 第1曲「ヌンク・ディミティス Nunc dimittis」MWV B 60
  - 第2曲「神を喜びたたえよ Jubilate Deo」MWV B 58
  - 第3曲「マニフィカト Magnificat」MWV B 59
- カンタータ『ラウダ・シオン』作品73, MWV A 24
- 6つのアンセム 作品79
  - 第1曲 聖夜「歓び歌え、地の民よ」Weihnachten ("Frohlocket, ihr Völker") MWV B 42
  - 第2曲 新年に「神よ、汝はわれらが庇護者なり」Am Neujahrstage ("Herr Gott, du bist unsre Zuflucht für und für") MWV B 44
  - 第3曲 昇天日に「いと高く、おお主よ、いかなる讃美も及ばず」Am Himmelfahrtstage ("Erhaben, O Herr, über alles Lob") MWV B 55
  - 第4曲 受難節に「主よ、われらが悪行を思うなかれ」In der Passionszeit ("Herr, gedenke nicht unsrer Übeltaten") MWV B 50
  - 第5曲 待降節に「歓び歌わしめよ、救い主は近い」Im Advent ("Lasset uns frohlocken") MWV B 54
  - 第6曲 受難日に「われらが罪の贖いに」Am Karfreitag ("Um unsrer Sünden willen") MWV B 52

### オラトリオ
- 聖パウロ Paulus 作品36, MWV A 14（1836年）
- エリヤ Elijah 作品70, MWV A 25（1846年）
- キリスト Christus 作品97, MWV A 26（1847年、全3部のうち2部まで完成）

### その他合唱曲
- 3つのモテット 作品39
  - 第1曲「主よ、来て下さい Veni Domine」MWV B 24
  - 第2曲「しもべらよ、賛美せよ Laudate pueri」MWV B 30
  - 第3曲「よい羊飼いが復活された Surrexit pastor bonus」MWV B 23
- 最初のワルプルギスの夜 作品60, MWV D 3（1832年、1843年改訂）
- 4つのリート 作品75（男声合唱のための）
  - 第1曲「楽しい旅人の歌 Der frohe Wandersmann」MWV G 34
  - 第2曲「夕べのセレナード Abendständchen」MWV G 24
  - 第3曲「酒の歌 Trinklied」MWV G 15
  - 第4曲「送別の宴 Abschiedstafel」MWV G 33
- 4つのリート 作品120（男声合唱のための）
  - 第1曲「狩りの歌 Jagdlied」MWV G 21
  - 第2曲「テューリンゲン合唱団の朝の挨拶 Morgengruss des Thüringer Sängerbundes」MWV G 37
  - 第3曲「南国にて Im Süden」MWV G 20
  - 第4曲「ジプシーの歌 Zigeunerlied」MWV G 5
- 3つの讃歌 作品96, MWV A 19
- 葬送歌 作品116, MWV F 31

### 重唱曲
- 6つの二重唱曲 作品63
  - 第1曲「恋人よ打ち明けておくれ Ich wollt', meine Lieb' ergösse sich」MWV J 5
  - 第2曲「渡り鳥の別れの歌 Abschiedslied der Zugvögel」MWV J 9
  - 第3曲「挨拶 Gruß」MWV J 8
  - 第4曲「秋の歌 Herbstlied」MWV J 11
  - 第5曲「民謡  Volkslied」MWV J 10
  - 第6曲「すずらんと小さな花 Maiglöckchen und die Blümelein」MWV J 7
- 3つの二重唱曲 作品77
  - 第1曲「日曜の朝 Sonntagsmorgen」MWV J 4
  - 第2曲「実りの畑 Das Ährenfeld」MWV J 12
  - 第3曲「リュイ・ブラースからの歌 Lied aus Ruy Blas」MWV J 6（未完のオペラより）
- 3つの民謡 WoO 11
  - 第1曲「何で陽気でいられよう Wie kann ich froh und lustig sein?」MWV J 1
  - 第2曲「夕べの歌 Abendlied」MWV J 2
  - 第3曲「舟旅 Wasserfahrt」MWV J 3

### カノン
- 賢者ディオゲネス
- たとえあなたが私を懲らしめようとも
- 2声のカノン ハ長調 MWV Y 12
- 2声のカノン ロ短調 MWV Y 13
- 3声のカノン ハ短調 MWV Y 14
- 4声の二重カノン イ短調 MWV Y 15
- 3声のカノン ロ短調 MWV Y 16
- 2声のカノン イ短調 MWV Y 17
- 3声のカノン ロ短調 MWV Y 18

### 独唱曲
- 12の歌 作品8（第2、第3、第12曲は姉ファニーの作品）
  - 第1曲「五月の恋の歌 Minnelied im Mai」MWV K 30
  - 第4曲「刈り入れの歌 Erntelied」MWV K 37
  - 第5曲「巡礼の格言 Pilgerspruch」MWV K 31
  - 第6曲「春の歌 Frühlingslied」MWV K 17
  - 第7曲「五月の歌 Maienlied」MWV K 32
  - 第8曲「もう一つの五月の歌（魔女の歌） Andres Maienlied (Hexenlied)」MWV K 33
  - 第9曲「夕暮れの歌 Abendlied」MWV K 34
  - 第10曲「ロマンス Romanze」MWV K 35
  - 第11曲「緑の中へ Im Grünen」MWV K 36
- 12のリート 作品9（第7、第10、第12曲は姉ファニーの作品）
  - 第1曲「問い Frage」MWV K 39
  - 第2曲「告白 Geständnis」MWV K 41
  - 第3曲「待ってる Wartend」MWV K 42
  - 第4曲「春に Im Frühling」MWV K 52
  - 第5曲「秋に Im Herbst」MWV K 38
  - 第6曲「旅立ち Scheidend」MWV K 50
  - 第8曲「春に思うこと Frühlingsglaube」MWV K 51
  - 第9曲「遠くに Ferne」MWV K 53
  - 第11曲「諦念 Entsagung」MWV K 54
- 6つの歌 作品19a
  - 第1曲「春の歌  Frühlingslied」MWV K 56
  - 第2曲「初めてのスミレ Das erste Veilchen」MWV K 63
  - 第3曲「冬の歌 Winterlied」MWV K 72
  - 第4曲「新しい恋 Neue Liebe」MWV K 70
  - 第5曲「挨拶 Gruß」MWV K 71
  - 第6曲「旅の歌 Reiselied」MWV K 65
- 6つの歌 作品34
  - 第1曲「愛の歌 Minnelied」MWV K 80
  - 第2曲「歌の翼に Auf Flügeln des Gesanges」MWV K 86
  - 第3曲「春の歌 Frühlingslied」MWV K 89
  - 第4曲「ズライカ Suleika」MWV K 92
  - 第5曲「日曜日の歌 Sonntagslied」MWV K 84
  - 第6曲「旅の歌 Reiselied」MWV K 90
- 6つの歌 作品47
  - 第1曲「愛の歌 Minnelied」MWV K 97
  - 第2曲「朝の挨拶 Morgengruß」MWV K 100
  - 第3曲「春の歌 Frühlingslied」MWV K 101
  - 第4曲「民謡 Volkslied」MWV K 102
  - 第5曲「花束 Der Blumenstrauß」MWV K 73
  - 第6曲「ゆりかごの中で Bei der Wiege」MWV K 77
- 6つのリート 作品57
  - 第1曲「古いドイツの歌 Altdeutsches Lied」MWV K 104
  - 第2曲「羊飼いの歌 Hirtenlied」MWV K 103
  - 第3曲「ズライカ Suleika」MWV K 93
  - 第4曲「おお青春よ、美しいバラの時よ O Jugend, o schöne Rosenzeit」MWV K 106
  - 第5曲「ヴェネツィアのゴンドラの歌 Venetianisches Gondellied」MWV K 114
  - 第6曲「さすらいの歌 Wanderlied」MWV K 108
- 6つのリート 作品71
  - 第1曲「慰め Tröstung」MWV K 120
  - 第2曲「春の歌 Frühlingslied」MWV K 119
  - 第3曲「遠くにいる人に An die Entfernte」MWV K 126
  - 第4曲「葦の歌 Schilflied」MWV K 116
  - 第5曲「旅立ちによせて Auf der Wanderschaft」MWV K 124
  - 第6曲「夜の歌 Nachtlied」MWV K 125
- 3つのリート 作品84
  - 第1曲「私はこの木の下に横になっている Da lieg' ich unter den Bäumen」MWV K 69
  - 第2曲「秋の歌 Herbstlied」MWV K 99
  - 第3曲「狩の歌 Jagdlied」MWV K 82
- 6つの歌 作品86
  - 第1曲「濃い緑の木の葉が聞き耳を立てていた Es lauschte das Laub so dunkelgrün」MWV K 29
  - 第2曲「朝の歌 Morgenlied」MWV K 123
  - 第3曲「恋する女が書いていること Die Liebende schreibt」MWV K 66
  - 第4曲「一晩中夢の中でぼくは君を見るんだ Allnächtlich im Traume seh ich dich」MWV K 78
  - 第5曲「月 Der Mond」MWV K 122
  - 第6曲「古いドイツの春の歌 Altdeutsches Frühlingslied」MWV K 127
- 6つの歌 作品99
  - 第1曲「初めてなくしたもの Erster Verlust」MWV K 110
  - 第2曲「星たちは見下ろしている静かな夜に Die Sterne schaun in stiller Nacht」MWV K 19
  - 第3曲「大好きな場所 Lieblingsplätzchen」MWV K 61
  - 第4曲「小舟 Das Schifflein」MWV K 109
  - 第5曲「ふたつの心が別れる時 Wenn sich zwei Herzen scheiden」MWV K 121
  - 第6曲「それを知る者も理解する者もひとりもいない Es weiß und rät es doch keiner」MWV K 112
- 2つの宗教的な歌 作品112
- 2つのロマンス WoO 4
  - 第1曲「誰もいないのだ、この世の美人たちに Keine von der Erde Schönen」MWV K 76
  - 第2曲「眠れぬ瞳の灯り Schlafloser Augen Leuchte」MWV K 85
- 2つのリート WoO 17
  - 第1曲「森の城 Das Waldschloß」MWV K 87
  - 第2曲「小姓の歌 Pagenlied」MWV K 75
- 2つのリート WoO 18
  - 第1曲「私は小鳥の声を聞く Im Frühling」MWV K 107
  - 第2曲「領主の死の歌 Todeslied der Bojaren」MWV K 68
- 花輪
- ライン川への警告
- 船乗りの別れの歌
- 乙女の嘆き
- アヴェ・マリア
- 休め、戦士たちよ、戦いは終わった
- 孤独の人
- 滝
- 女友達の歌
- グレートヒェン MWV K 27
- 森はざわめき
- 泣きながら私は夜を見る
- 愛と沈黙
- 期待（断片のみ）

## 作品番号順一覧
| Op.  | 作品タイトル                              | 作曲年      | 編成                       | 備考                           |
| ---- | ----------------------------------------- | ----------- | -------------------------- | ------------------------------ |
| 1    | ピアノ四重奏曲第1番 ハ短調                | 1822        | pf,vn,va,vc                |                                |
| 2    | ピアノ四重奏曲第2番 ヘ短調                | 1823        | pf,vn,va,vc                |                                |
| 3    | ピアノ四重奏曲第3番 ロ短調                | 1825        | pf,vn,va,vc                |                                |
| 4    | ヴァイオリンソナタ ヘ短調                 | 1825        | vn,pf                      |                                |
| 5    | カプリッチョ 嬰ヘ短調                     | 1825        | pf                         |                                |
| 6    | ピアノソナタ第1番 ホ長調                  | 1826        | pf                         |                                |
| 7    | 7つの性格的小品                           | 1827        | pf                         |                                |
| 8    | 12の歌                                    | 1820        | 独唱,pf                    | 第2、3、12曲は姉ファニーの作   |
| 9    | 12のリート                                | 1828        | 独唱,pf                    | 第7、10、12曲は姉ファニーの作  |
| 10   | オペラ『カマチョの結婚』                  | 1825        |                            | 全2幕                          |
| 11   | 交響曲第1番 ハ短調                        | 1824        | Orch                       |                                |
| 12   | 弦楽四重奏曲第1番 変ホ長調                | 1829        | SQ                         |                                |
| 13   | 弦楽四重奏曲第2番 イ短調                  | 1827        | SQ                         |                                |
| 14   | ロンド・カプリチオーソ ホ長調             | 1824        | pf                         |                                |
| 15   | 『夏の名残りのばら』による幻想曲 ホ長調   | 1827        | pf                         |                                |
| 16   | 3つの幻想曲、またはカプリス               | 1829        | pf                         |                                |
| 17   | 協奏風変奏曲 ニ長調                       | 1829        | vc,pf                      |                                |
| 18   | 弦楽五重奏曲第1番 イ長調                  | 1826        |                            |                                |
| 19a  | 6つの歌                                   | 1834        | 独唱,pf                    |                                |
| 19b  | 無言歌集 第1巻                            | 1830        | pf                         |                                |
| 20   | 弦楽八重奏曲 変ホ長調                     | 1825        | 2SQ                        |                                |
| 21   | 序曲『夏の夜の夢』                        | 1826        | Orch                       |                                |
| 22   | 華麗なるカプリッチョ ロ短調               | 1825-26?    | pf,Orch                    |                                |
| 23   | 3つの宗教的な歌                           | 1830        | cho,org                    |                                |
| 24   | 吹奏楽のための序曲 ハ長調                 | 1824/26     | 吹奏楽                     | 初稿版は紛失                   |
| 25   | ピアノ協奏曲第1番 ト短調                  | 1830-31     | pf,Orch                    |                                |
| 26   | 序曲『フィンガルの洞窟』                  | 1830        | Orch                       | または『ヘブリディーズ諸島』   |
| 27   | 序曲『静かな海と楽しい航海』              | 1828        | Orch                       |                                |
| 28   | 幻想曲 嬰ヘ短調『スコットランド風ソナタ』 | 1833        | pf                         |                                |
| 29   | 華麗なるロンド 変ホ長調                   | 1834        | pf,Orch                    |                                |
| 30   | 無言歌集 第2巻                            | 1835        | pf                         |                                |
| 31   | 詩篇第115『我らにではなく、主よ』         | 1830        | S,T,Bs,混声cho, Orch       |                                |
| 32   | 序曲『美しいメルジーネの物語』            | 1835        | Orch                       |                                |
| 33   | 3つのカプリッチョ                         | 1834        | pf                         |                                |
| 34   | 6つの歌                                   | 1834        | 独唱,pf                    |                                |
| 35   | 6つの前奏曲とフーガ                       | 1832        | pf                         |                                |
| 36   | オラトリオ『聖パウロ』                    | 1834-36     | S,A,R,Bs,cho, Orch,org     |                                |
| 37   | 3つの前奏曲とフーガ                       | 1836-37     | org                        |                                |
| 38   | 無言歌集 第3巻                            | 1837        | pf                         |                                |
| 39   | 3つのモテット                             | 1839        | cho,org                    |                                |
| 40   | ピアノ協奏曲第2番 ニ短調                  | 1837        | pf,Orch                    |                                |
| 41   | 野に歌う                                  | 1838        | 無伴奏cho                  | 合唱歌曲                       |
| 42   | 詩篇第42『鹿が谷の水を慕いあえぐように』  | 1837        | S,混声cho,Orch             |                                |
| 43   | セレナードとアレグロ・ジョコーソ ロ短調   | 1838        | pf,Orch                    |                                |
| 44-1 | 弦楽四重奏曲第3番 ニ長調                  | 1838        | SQ                         |                                |
| 44-2 | 弦楽四重奏曲第4番 ホ短調                  | 1837        | SQ                         |                                |
| 44-3 | 弦楽四重奏曲第5番 変ホ長調                | 1838        | SQ                         |                                |
| 45   | チェロソナタ第1番 変ロ長調                | 1838        | vc,pf                      |                                |
| 46   | 詩篇第95『さあ、主に向かって礼拝しよう』  | 1841        | S,A,T,Bs, 混声cho,Orch     |                                |
| 47   | 6つの歌                                   | 1839        | 独唱,pf                    |                                |
| 48   | 最初の春の日                              | 1839        | cho                        |                                |
| 49   | ピアノ三重奏曲第1番 ニ短調                | 1839        | pf,vn,vc                   |                                |
| 50   | 6つの歌                                   | 1839-40     | 独唱,pf                    |                                |
| 51   | 詩篇第114『イスラエルの民エジプトを出で』 | 1839        | 2重cho,Orch                |                                |
| 52   | 讃歌（交響曲第2番 変ロ長調）              | 1840        | 2S,A,T,Bs, cho,Orch,org    |                                |
| 53   | 無言歌集 第4巻                            | 1841        | pf                         |                                |
| 54   | 厳格な変奏曲 ニ短調                       | 1841        | pf                         |                                |
| 55   | 劇付随音楽『アンティゴネ』                | 1841        |                            | ソフォクレスの劇のための       |
| 56   | 交響曲第3番 イ短調『スコットランド』      | 1831-32     | Orch                       |                                |
| 57   | 6つのリート                               | 1839-41     | 独唱,pf                    |                                |
| 58   | チェロソナタ第2番 ニ長調                  | 1843        | vc,pf                      |                                |
| 59   | 6つの歌『緑の中で』                       | 1837        | cho                        |                                |
| 60   | カンタータ『最初のワルプルギスの夜』      | 1832        | Ms,T,Bs,cho,Orch           |                                |
| 61   | 劇付随音楽『夏の夜の夢』                  | 1842        | 独唱,Orch                  |                                |
| 62   | 無言歌集 第5巻                            | 1842-44     | pf                         |                                |
| 63   | 6つの二重唱曲                             | 1836        | 2独唱,pf                   |                                |
| 64   | ヴァイオリン協奏曲 ホ短調                 | 1844        | vn,Orch                    |                                |
| 65   | 6つのオルガンソナタ                       | 1844-45     | org                        |                                |
| 66   | ピアノ三重奏曲第2番 ハ短調                | 1844/45     |                            |                                |
| 67   | 無言歌集 第6巻                            | 1841-45     | pf                         |                                |
| 68   | カンタータ『芸術家たちに』                | 1846        | 男声cho,吹奏楽 /金管任意   | または祝典歌                   |
| 69   | 3つのイギリス国教会の作品                 | 1847        | 独唱,無伴奏cho             |                                |
| 70   | オラトリオ『エリヤ』                      | 1845-46     | 2S,2A,2T,2Bs,cho, Orch,org |                                |
| 71   | 6つのリート                               | 1845,47     | 独唱,pf                    |                                |
| 72   | 子供のための6つの小品（クリスマス小品集） | 1842        | pf                         |                                |
| 73   | カンタータ『シオンよ、主をほめたたえよ』  | 1846        | S,A,T,Bs,混声cho, Orch     | 『ラウダ・シオン』             |
| 74   | 劇付随音楽『アタリー』                    | 1845        |                            | ラシーヌの劇のための           |
| 75   | 4つの歌                                   | 1839,44     | 男声4部cho                 |                                |
| 76   | 4つのリート                               | 1844, 46-47 | 独唱,pf                    |                                |
| 77   | 3つの二重唱曲                             | 1836-47     | 2独唱,pf                   |                                |
| 78   | 3つの詩篇                                 | 1843-44     | 独唱,無伴奏2重cho          |                                |
| 79   | 6つのアンセム                             | 1843-44     | 無伴奏2重cho               |                                |
| 80   | 弦楽四重奏曲第6番 ヘ短調                  | 1847        | SQ                         |                                |
| 81   | 変奏曲とスケルツォ                        | 1827,47     | SQ                         |                                |
| 82   | 変奏曲 変ホ長調                           | 1841        | pf                         |                                |
| 83   | 変奏曲 変ロ長調                           | 1841        | pf                         |                                |
| 83a  | アンダンテと変奏曲 変ロ長調               | 1844        | 2pf                        |                                |
| 84   | 3つのリート                               | 1831, 34,39 | 独唱,pf                    |                                |
| 85   | 無言歌集 第7巻                            | 1834-45     | pf                         |                                |
| 86   | 6つの歌                                   | 1831-36?    | 独唱,pf                    |                                |
| 87   | 弦楽五重奏曲第2番 変ロ長調                | 1845        |                            |                                |
| 88   | 6つのリート                               | 1839, 43-44 | S,A,T,Bs,pf                |                                |
| 89   | オペラ『異国からの帰郷』                  | 1829        |                            |                                |
| 90   | 交響曲第4番 イ長調『イタリア』            | 1833        | Orch                       |                                |
| 91   | 詩篇第98『新しき歌を主に向かって歌え』    | 1843        | S,A,T,Bs,混声cho           |                                |
| 92   | 華麗なるアレグロ イ長調                   | 1841        | 4手pf                      |                                |
| 93   | 劇付随音楽『コロノスのオイディプス』      | 1845        |                            |                                |
| 94   | 演奏会用アリア『不幸な人よ』              | 1834        | S,Orch                     | 1843年改訂                     |
| 95   | 序曲『リュイ・ブラース』                  | 1839        | Orch                       |                                |
| 96   | 讃歌『おお主よ、我を助けたまえ』          | 1840        | A,cho,Orch                 |                                |
| 97   | オラトリオ『キリスト』                    | 1847        | 独唱,Orch                  | 未完                           |
| 98   | オペラ『ローレライ』                      | 1847        |                            | 未完                           |
| 99   | 6つの歌                                   | 1841-45?    | 独唱,pf                    |                                |
| 100  | 4つのリート                               | 1839, 43-44 | 混声4部cho                 |                                |
| 101  | トランペット序曲                          | 1826        | Orch                       | ハ長調                         |
| 102  | 無言歌集 第8巻                            | 1841-45     | pf                         |                                |
| 103  | 葬送行進曲 イ短調                         | 1836        | pf                         | N.ブルグミュラーの思い出に     |
| 104a | 3つの前奏曲                               | 1836        | pf                         |                                |
| 104b | 3つの練習曲                               | 1834-38     | pf                         |                                |
| 105  | ピアノソナタ第2番 ト短調                  | 1821        | pf                         |                                |
| 106  | ピアノソナタ第3番 変ロ長調                | 1827        | pf                         |                                |
| 107  | 交響曲第5番 ニ長調/ニ短調『宗教改革』     | 1830        | Orch                       |                                |
| 108  | 行進曲 ニ長調                             | 1841        | Orch                       | コルネリウスの来訪記念のための |
| 109  | 無言歌 ニ長調                             | 1845        | vc,pf                      |                                |
| 110  | ピアノ六重奏曲 ニ長調                     | 1824        | pf,vn,2va, vc,cb           |                                |
| 111  | 汝はペテロなり                            | 1827        | cho,Orch                   |                                |
| 112  | 2つの宗教的合唱曲                         | 1835,38     | 無伴奏男声cho              |                                |
| 113  | コンツェルトシュテュック第1番 ヘ短調      | 1833        | pf,cl,basset-hrn           |                                |
| 114  | コンツェルトシュテュック第2番 ニ短調      | 1833        | pf,cl,basset-hrn           |                                |
| 115  | 2つの宗教合唱曲                           | 1833        | cho                        |                                |
| 116  | 葬送歌『彼が漂い沈みいくの見たか』        | 1845        | 混声4部cho                 |                                |
| 117  | アルバムの綴り                            | 1837        | pf                         |                                |
| 118  | カプリッチョ ホ長調                       | 1837        | pf                         |                                |
| 119  | 常動曲 ハ長調                             | 1829        | pf                         |                                |
| 120  | 4つのリート                               | 1837-47     | cho                        |                                |
| 121  | レスポンソリウムと讃歌『讃歌の歌』        | 1833        | 男声cho,vc,org             |                                |

## 作品番号なし（WoO）
| WoO | 作品タイトル                                          | 作曲年  | 編成             | 備考               |
| --- | ----------------------------------------------------- | ------- | ---------------- | ------------------ |
| 1   | 練習曲 ヘ短調                                         | 1826    | pf               |                    |
| 2   | スケルツォ ロ短調                                     | 1829    | pf               |                    |
| 3   | スケルツォ・ア・カプリッチオ                          | 1835    | pf               |                    |
| 4   | 2つのロマンス                                         | 1833-34 | 独唱,pf          |                    |
| 5   | 我らに平安を与えて下さい                              | 1831    | cho,Orch         |                    |
| 6   | アンダンテ・カンタービレとプレスト・アジタート ロ長調 | 1838    | pf               |                    |
| 7   | 花輪                                                  | 1829    | 独唱,pf          |                    |
| 8   | 気まぐれの代償                                        | 1839    | cho              |                    |
| 9   | 祝祭歌                                                | 1840    | cho              |                    |
| 10  | ヴェネツィアの舟歌 イ長調                             | 1837    | pf               |                    |
| 11  | 3つの民謡                                             | ?       | 2独唱,pf         |                    |
| 12  | 主よ、我らを憐れみたまえ                              | 1833    | cho              |                    |
| 13  | 前奏曲とフーガ ホ短調                                 | 1827/41 | pf               |                    |
| 14  | 宗教的歌曲 変ホ長調                                   | 1840    | cho,org          |                    |
| 15  | 我が祈りを聞き給え                                    | 1844    | cho,org          |                    |
| 16  | ライン川への警告                                      | 1840    | 独唱,pf          |                    |
| 17  | 2つのリート                                           | 1835    | 独唱,pf          |                    |
| 18  | 2つのリート                                           | 1841    | 独唱,pf          |                    |
| 19  | 2つの小品                                             | ?       | pf               |                    |
| 20  | 船乗りの別れの歌                                      | 1831    | 独唱,pf          |                    |
| 21  | 夜の歌                                                | 1842    | cho              |                    |
| 22  | 創立記念祭                                            | 1842    | cho              |                    |
| 23  | 乙女の嘆き                                            | ?       | 独唱,pf          |                    |
| 24  | キリエ イ長調                                         | 1846    | 2重cho           |                    |
| 25  | 協奏的二重奏曲 ハ短調                                 | 1833    | 2pf              | モシェレスとの共作 |
| 26  | 神に栄光あれ                                          | 1846    | 8声              |                    |
| 27  | サンクトゥス                                          | ?       | 8声              |                    |
| 28  | 詩篇第100番『全地よ、主に向かいて喜びの声を上げよ』   | 1842?   | cho              |                    |
| 29  | テ・デウム イ長調                                     | 1832    | 独唱,混声cho,org |                    |